# San Quirino
San Quirino (San Quarìn in Friulian) là một đô thị ở tỉnh Pordenone trong vùng Friuli-Venezia Giulia, có cự ly khoảng 100 km về phía tây bắc của Trieste và khoảng 8 km về phía đông bắc của Pordenone. Tại thời điểm ngày 31 tháng 12 năm 2004, đô thị này có dân số 3.996 người và diện tích là 51,2 km².
Đô thị San Quirino contains the frazione (đơn vị cấp dưới) Sedrano - San Foca.
San Quirino giáp các đô thị: Aviano, Cordenons, Maniago, Montereale Valcellina, Pordenone, Roveredo in Piano, Vivaro.